# アニメロチャンネル
アニメロチャンネルは、動画配信サービス「ニコニコ」のコンテンツ。チャンネル運営者はドワンゴ。2008年4月2日に「ニコニコアニメチャンネル」として開設された後、2010年に「アニメロチャンネル」に移行。その後は「animelo mixチャンネル」、「animelo+」と改称されている。

## 沿革
2008年
4月2日、ニコニコ動画内のコーナーとして「ニコニコアニメチャンネ‌ル」開設。
2010年
1月21日、ニコニコチャンネル内に「アニメロチャンネル」開設。ニコニコアニメチャンネルへのアクセスがアニメロチャンネルへのリダイレクトに変更された。
2015年
11月 チャンネル名を「animelo mixチャンネル」に変更。
2022年
3月14日、チャンネル名を「animelo+」（アニメロプラス）としてリニューアル。

## ニコニコアニメチャンネルのコンテンツ
ニコアニニュース
アニメに関するニュースを「ニコニコニュース」と同様、動画形式で配信していた。
ニコニコアニメ
初出となるアニメ作品の配信のほか、期間限定の配信を担っていた。
- ペンギン娘はぁと
- Candy boy
- おんたま!
- イヴの時間
- 天体戦士サンレッド
- ティアーズ・トゥ・ティアラ
- きグルみっく☆V3

ニコラジオ・ニコTV
超!アニメロで配信していたアニラジ番組の一部を配信していたほか、オリジナル番組も配信していた。
- THE iDOLM@STER RADIO
- 小山力也×広橋涼のあかね色に染まるラジオ
- 鷲崎健のアニメロ新人オーディション～@Tunes.第二部～
- RADIOアニメロミックス

虹視聴覚室
主として美少女ゲームのデモ動画などが配信されていた。
その他
コラボ企画やタイアップ関連のコンテンツが発信されていた。
- にょコにょコ動画
- 初音ミク痛車応援レポート
- JAM Project公式密着動画
- ベリアルの最強ルーム
- ai sp@ce

## アニメロチャンネル以降のコンテンツ
ニコニコアニメチャンネル時代に扱っていたコンテンツの多くは、個別のニコニコチャンネルに移行した。アニメロチャンネルでは『RADIOアニメロミックス』がチャンネル内の主要なコンテンツとして視聴できたほか、アニメロミックス関連の生放送番組へのアンカーページとして機能した。
animelo+にリニューアル後はアニメロミックスが制作、または提供している生放送番組や、アニメロサマーライブに関連したアニソンアーティストのライブ動画番組へのアンカーページとして特化された。
- RADIOアニメロミックス
- 速攻感じるときめきサプリ 大和彼氏
- 神谷浩史・小野大輔のDearGirl〜Stories〜
- 鳥海浩輔・安元洋貴 今夜は眠らせない…禁断生ラジオ
- 森田成一のADULT.EX ～大人の経験値～
- 快感[TO]Night ～KENN and 森久保祥太郎～
- 鈴村健一・前野智昭『彼氏いりませんか？』
- 矢尾一樹・平田広明の特講！ヤオヒラ塾
- 置鮎龍太郎・楠大典『RADIOおったいナイト』
- 生でanimelo mix～新井里美・木戸衣吹のゆるっとあふたぬーん～
- 西山宏太朗・武内駿輔のB's-LOG FAN MEETING
- 夢色キャスト 出張公演
- Nカフェ!!! 南條愛乃と語るモア
- DIG-ROCK CHANNEL
- 月刊光おにいさんと一緒
- くじメイト特番
- 小西克幸と平川大輔のアブナイ同窓会
- 小野下野のどこでもクエスト2
- animelo weekend in ハレスタ